# 小杵
小杵（おき/おぎ、生年不明 - 安閑天皇元年（534年）閏12月）は、古墳時代の豪族。武蔵国造の一族で、国造の地位を巡って同族の笠原使主と争った。

## 記録
『日本書紀』巻第十八には「武蔵国造（むさし の くにのみやつこ）笠原直使主（かさはら の あたひ おみ）と同族（うがら）小杵（をき）と」とあり、小杵が笠原氏を名乗っていたのかどうかは不明である。彼の性格は激しく、人には逆らい、高慢で素直ではなかったとされる。
小杵と使主は国造の位を巡って長年争っていたが決着がつかず、小杵はひそかに上毛野君小熊の支援を受けて使主を殺そうと企んだ。しかし、対する使主は大和政権の助力を得て、結果、小杵は敗北して誅せられた、とある。この一連の事件は武蔵国造の乱と呼ばれる。

## 考証
中村倉司は、笠原使主は稲荷山古墳に埋葬された一族の出身であり、代々「杖刀人首」として大王・朝廷に仕えていたために、武蔵国造の乱で朝廷に援助を依頼するパイプを有しており、逆に小杵には朝廷とのパイプがなかったために上毛野小熊に頼らざるを得なかったと推察している。
笠原直が埼玉郡笠原郷に因むとすれば、古墳分布から見て国造の本拠は多摩川下流域と見られるため、小杵の方が国造本宗であったと見る説がある。
この話は一見、武蔵国造一族の争乱のように見えるが、実は大和政権と上毛野の勢力との対立を背景にしたものである。甘粕健の意見によれば、鈴鏡の分布状況から、5世紀後半には上毛野（上野）の古墳文化の影響が武蔵国南部の多摩川流域にまで及んでいたことが指し示されており、さらに、武蔵国の最高首長の古墳は、4世紀後半から5世紀にかけては南部の諸地域を移動していたのが、6世紀頃には北部の荒川上流（埼玉県行田市の埼玉古墳群あたり）に移動していることをも示されている。その後、使主が大和政権に屯倉として寄進した土地から、多摩川・鶴見川流域が小杵の拠点ではなかったか、と考えられている。